# 磷酸二氢镁
磷酸二氢镁（Magnesium dihydrogen phosphate），化学式Mg(H2PO4)2·2H2O。通常带有两个水分子（二水合磷酸二氢镁）。

## 性质
磷酸二氢镁为白色结晶粉末。溶于水、酸，不溶于醇。加热时分解生成偏磷酸盐。

## 制备
由氧化镁与磷酸混合，然后通过过滤、浓缩、冷却、离心、干燥可制得。
{\displaystyle {\rm {\ 2H_{3}PO_{4}+MgO+H_{2}O\rightarrow Mg(H_{2}PO_{4})_{2}\cdot 2H_{2}O}}}

## 用途
在医药上用作制造治疗风湿性关节炎的药物。塑料工业用作塑料制品的稳定剂。也用作阻燃材料。在农业上用作化肥添加剂及碱性土壤的改良剂，高温粘合剂。